# Jerry Adriani
Jerry Adriani, nome artístico de Jair Alves de Sousa (São Paulo, 29 de janeiro de 1947 – Rio de Janeiro, 23 de abril de 2017), foi um cantor e ator brasileiro. Iniciou sua carreira como vocalista do conjunto Os Rebeldes. Depois apresentou na TV Tupi, de São Paulo, programas de rock e A Grande Parada, com Betty Faria, programa que apresentava intérpretes notórios da música brasileira.

## Vida e carreira
Nascido Jair Alves de Souza em 29 de janeiro de 1947 no bairro do Brás, na cidade de São Paulo, começou a sua vida profissional em 1964, com a gravação do seu primeiro LP, Italianíssimo, e no mesmo ano gravou seu segundo LP, Credi a Me. Seu nome artístico foi inspirado em dois artistas estrangeiros: o ator americano Jerry Lewis e o cantor italiano Adriano Celentano.
Em 1965 lançou Um Grande Amor, seu primeiro disco gravado em português. Tornou-se apresentador do programa Excelsior a Go Go, na antiga TV Excelsior de São Paulo, ao lado do comunicador Luís Aguiar; apresentava músicas d'Os Vips, Os Incríveis, Trini Lopez, Cidinha Campos, entre outros.
Entre 1967 e 1968, já na TV Tupi de São Paulo, passou a apresentar A Grande Parada, ao lado de artistas, como Neyde Aparecida, Zélia Hoffmann, Betty Faria e Marília Pera. Era um musical ao vivo que apresentava grandes nomes da música popular brasileira.
No cinema participou de três filmes como ator/cantor: Essa Gatinha é Minha (com Peri Ribeiro e Anik Malvil), Jerry, A Grande Parada, Jerry em busca do tesouro (com Neyde Aparecida e os Pequenos Cantores da Guanabara).
Em 1969 recebeu o título de cidadão carioca.
Foi responsável pela ida de Raul Seixas para o Rio de Janeiro. Eles eram amigos desde a época em que Raul tinha uma banda em Salvador, chamada Raulzito e os Panteras, que posteriormente foi a banda de apoio de Jerry durante três anos. Entre as músicas que a banda tocava, ambas compostas por Raulzito, estão "Tudo Que É Bom Dura Pouco", "Tarde Demais" e "Doce, Doce Amor".
Entre os anos de 1969 a 1971, Raul Seixas foi seu produtor, até iniciar a carreira solo.
Na década de 1970, fez shows na Venezuela, Peru, Estados Unidos, México, Canadá e outros países. Em 1975, participou de um musical no Hotel Nacional, denominado Brazilian Follies, dirigido por Caribe Rocha, ficando um ano e meio em cartaz.  Nesse período, incursionou pela soul music, gravando canções de Hyldon, Paulo César Barros e Robson Jorge.
Em julho de 1981 Jerry teve um de seus maiores públicos em apresentações ao ar livre. Contratado pelo radialista Marcos Niemeyer, ele fez um show no parque de exposição de Governador Valadares, em Minas, para mais de trinta mil pessoas. No dia do espetáculo, o cantor foi ao programa de variedades "Resenha do Jegue", que Marcos apresentava diariamente ao lado do saudoso comunicador Beto Teixeira na extinta Rádio Ibituruna de Valadares. Solícito, Jerry chegou a caminhar pelo centro da cidade abraçando fãs e distribuindo autógrafos.
No começo da década de 1990, gravou um disco que trazia de volta as origens do rock and roll, intitulado Elvis Vive, um tributo a Elvis Presley, sendo este o 24º disco da sua carreira.
Em 1994, a convite de Cecil Thiré, participou da novela 74.5: Uma Onda no Ar, produzida pela TV PLUS e exibida pela Rede Manchete, exibida também em Portugal, com grande sucesso. Em 1999 lançou o álbum Forza Sempre, gravado apenas com músicas da banda Legião Urbana, em italiano. O álbum foi um de seus maiores sucessos na carreira pós Jovem Guarda, atingindo a marca de 200 mil cópias vendidas. A canção "Santa Luccia Luntana" foi incluída na trilha sonora da novela Terra Nostra.
Morte

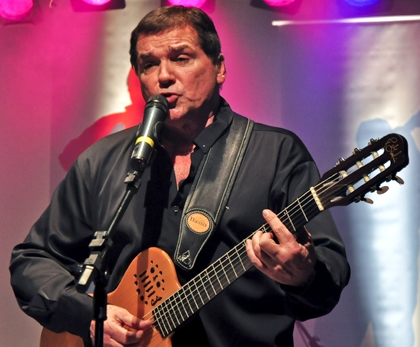
Em 2013

Jerry Adriani morreu aos setenta anos, em 23 de abril de 2017, vítima de um câncer de pâncreas. A doença evoluiu rapidamente, depois de duas semanas de internação no Hospital Vitória da Barra da Tijuca, na cidade do Rio de Janeiro. Desde 2 de março, o cantor já vinha fazendo tratamento de uma trombose venosa na perna, mas continuou a fazer shows até o final do mês. Seu corpo foi sepultado no Cemitério de São Francisco Xavier, no Caju. Jerry tinha três filhos e um neto.

### Acervo e preservação
Em 12 de setembro de 2023 a Fundação Anita Mantuano de Artes do Estado do Rio de Janeiro (Funarj) anunciou que recebeu o acervo do cantor e ator Jerry Adriani para preservação.
Doados pelo diretor Thadeu Vivas, filho de Jerry, o acervo reúne letras de canções, instrumentos musicais e outros objetos importantes da carreira do artista. Será posteriormente inventariado e catalogado pela instituição, pra poder ser colocado a disposição de pesquisadores e especialistas.

## Discografia
- 1964 - Italianíssimo
- 1964 - Credi a me
- 1965 - Um grande Amor
- 1966 - Devo tudo a Você
- 1967 - Vivendo sem Você (neste disco, várias músicas se tornaram sucesso como "Quem Não Quer" e "És Meu Amor")
- 1967 - Dedicado a Você (neste segundo disco lançado em 1967, versões de grandes canções italianas e inglesas são o destaque)
- 1968 - Esperando Você (novamente um disco recheado de versões, na maioria de músicas inglesas, sob o comando de Rossini Pinto)
- 1969 - Jerry Adriani (um disco em que quase todas as músicas foram sucessos, revelando muito romantismo)
- 1970 - Jerry (primeiro disco de Jerry produzido por Raul Seixas, traz composições de Hyldon, Getúlio Côrtes, Paulo César Barros e do próprio Raul)
- 1971 - Jerry Adriani (segundo disco produzido por Raul Seixas, traz composições de Demétrius e Roberto Corrêa)
- 1971 - Pensa em Mim (terceiro e último disco produzido por Raul Seixas, foi um dos mais vendidos e executados da época, tendo a música "Doce Doce Amor" como destaque maior)
- 1972 - Jerry (produzido por Mauro Motta, este disco traz, na sua maioria, versões de grandes sucessos da música americana)
- 1973 - Jerry Adriani (também produzido por Mauro Motta, traz composições de Renato Barros e de Mauro Motta em parceria com Rossini Pinto)
- 1975 - Jerry Adriani (outra produção de Mauro Motta, este disco mescla versões com composições de Mauro Motta, Getúlio Côrtes e Renato Barros)
- 1977 - Jerry Adriani (novamente produzido por Mauro Motta, os destaques deste disco são composições do próprio Jerry, Othon Russo e Mauro Motta)
- 1980 - Jerry Adriani (produzido por Fernando Adour, este disco mescla versões de músicas americanas com composições de Paulo Sérgio Valle e da dupla Mauricio Duboc-Carlos Colla)
- 1983 - Pra Lembrar de Nós Dois (desta vez pela gravadora Polygram, esse disco fez bastante sucesso, tendo como destaque a música "Indiferença", de José Augusto)
- 1985 - Tempos Felizes (novamente lançado pela Polygram, este disco traz, além de canções inéditas, grandes pout-pourris dos maiores sucessos, num total de 34 músicas)
- 1986 - Outra Vez Coração (com produção de Paulinho Fructuoso e direção artística de Roberto Menescal, traz composições de Jerry, Mário Marcos e de José Augusto)
- 1988 - Jerry (gravado pela RGE, este é um disco com arranjos e regências de vários maestros, numa produção de Hélio Costa Manso)
- 1989 - Parece que foi Ontem (também gravado pela RGE, com produção de Jairo Pires, traz composições de Biafra, José Augusto, Carlos Colla e do próprio Jerry)
- 1992 - Doce Aventura (gravado pela Eldorado, traz grandes sucessos de Raul Seixas, além de composições de Cláudio Rabelo, Ed Wilson e do próprio Jerry)
- 1995 - Elvis Vive (neste disco alegre e dançante, Jerry interpreta os maiores sucessos de Elvis Presley, algumas vezes em inglês)
- 1996 - Rádio Rock Romance (um disco em que a principal característica é o rock, tendo na sua maioria versões de músicas americanas e um pout-pourri de sucessos da Jovem Guarda)
- 1997 - Io (neste disco Jerry volta à música italiana, desta vez regravando grandes sucessos dos maiores autores dessa língua)
- 1999 - Forza Sempre (produzido pela Indie Records e distribuído pela Universal Music, foi o disco de maior sucesso de Jerry na década de 90. Com produção de Carlos Trilha e direção de Liber Gadelha, Jerry interpreta os maiores sucessos da Legião Urbana, em italiano)
- 2000 - Tudo Me Lembra Você (gravado pela Indie Records, Jerry canta composições de Biafra, Ed Wilson, Zeca Baleiro e José Augusto, numa produção de Arnaldo Saccomani)
- 2002 - O Som do Barzinho Italiano (novamente gravado pela Indie Records, esse disco traz sucessos da música italiana, com produção de Miguel Plopschi)
- 2008 - Jerry Adriani Acústico e Ao Vivo

## Outros lançamentos
- 1995 - 30 anos da Jovem Guarda (5 CD's, Polygram).
- 1997 - Participou de trilhas sonoras de A Indomada da Rede Globo.
- 2000/2001 - Participa de trilhas sonoras de novelas e regrava músicas de Elvis, de quem era fã incondicional.

## Televisão
- 1994 - 74.5 Uma Onda no Ar - Roberto
- 1998 - Programa Mil Faces
- 2001 - Malhação - Bruno
- 2009 - Zorra total - Ele mesmo
- 2010 - A Grande Família - Celso Tadeu
- 2011 - Macho Man - Oliver
- 2013 - A Grande Família - Ele mesmo

## Filmografia
Como ator e cantor atuou em três filmes:
- 1966 - Essa Gatinha É Minha - com Pery Ribeiro e Anik Malvil
- 1967 - Jerry, A Grande Parada
- 1967 - Jerry em Busca do Tesouro - com Neyde Aparecida e os Pequenos Cantores da Guanabara

## Premiações
- Prêmio Sharp

Foi indicado quatro vezes, na categoria cantor popular.
- 1989 - LP Marcas da Vida - melhor cantor
- 1990 - LP Elvis Vive - melhor disco e melhor cantor
- 1993 - LP Doce Aventura - melhor cantor
- 1995 - LP Rádio Rock Romance - melhor disco e melhor cantor